# Eugène Meeus
Eugène Jean Pierre Marie Meeus, ook soms Meeus de Schooten, (Antwerpen, 5 februari 1830 - aldaar, 12 november 1910) was een Belgisch industrieel, advocaat en politicus voor de Meetingpartij (Katholieke Partij).

## Levensloop
Meeus was de derde van zeven kinderen van de koopman Pierre Meeus en van Marie-Catherine Lefever. Zijn vader was een familielid van de jeneverstokers en suikerraffinadeurs Meeus. Hij trouwde met de Amsterdamse katholieke Marie-Josèphe Hendrichs en ze kregen dertien kinderen. Hij promoveerde tot doctor in de rechten (1854) aan de Katholieke Universiteit Leuven. Hij schreef zich onmiddellijk in bij de balie van Antwerpen, maar bleef slechts advocaat tot in 1857. Zijn diep geloof kwam tot uiting door zijn lidmaatschap van de Derde Orde van Sint-Franciscus.
Hij stichtte, langs de in 1856 gegraven Kempische Vaart, de N.V. Suikerfabriek van Schoten (in de wijk Deuzeld, op de grens met Merksem), met afdelingen in Berendrecht en Lillo, die de suikerbieten uit de polder ten Noorden van Antwerpen verwerkten. Hij had ook nog een margarinefabriek. Hij beheerste heel de wijk Deuzeld, stichtte de immobiliënvennootschap 'Schooten-Deuzeld-Uitbreiding' en financierde de kerk en pastorij van de nieuwe parochie in de wijk (1897). In 1908 bracht hij zijn verschillende industriële vestigingen samen in Schoten in een vennootschap met de naam 'Usines de Deuzeld'. 
Hij was verder ook ondervoorzitter van de Banque de Commerce en beheerder van de 'Établissements Industriels et Commerciaux de Merxem-lez-Anvers', de 'Sucreries Réunies', 'S.A. d'Assurances contre l'Incendie', de 'Antwerpse Hypotheekkas', de 'Bank C.J.M. De Wolf', de 'Compagnie du Congo pour le Commerce et l'Industrie', de 'Portugese Koloniale Maatschappij', de 'Compagnie Générale des Charbonnages' en de 'Société Générale d'Echange'. Tevens was hij voorzitter van de 'Commissie aangaande de maritieme rechten' en van de Commissie belast met de studie van het project 'Uitbreiding van de Haveninstallaties'. Ten slotte was hij ook ondervoorzitter van het uitvoerend comité voor de Wereldtentoonstelling in Antwerpen in 1885.
Van 1866 tot 1872 was hij provincieraadslid voor het kanton Ekeren. Van 1867 tot 1877 was hij lid van het bestuur van de Burgerlijke Godshuizen van Antwerpen en was er in 1874-1875 voorzitter van. In juni 1872 volgde hij Jean-Baptiste Edouard Haÿez op als katholiek volksvertegenwoordiger voor het arrondissement Antwerpen en vervulde dit mandaat tot in 1896.
In Antwerpen was hij een invloedrijk politicus geworden. Hij werd voorzitter van de 'Grondwettelijke en Conservatieve Vereeniging' die de katholieke hoge burgerij groepeerde. Hij hij zeltelde 25 jaar in het parlement en onderhield goede betrekkingen met het andere machtige onderdeel van de katholieke groep in Antwerpen, de Meetingpartij, van hoofdzakelijk Vlaamsgezinde middenstanders. In het parlement sprak hij vooral over fiscaliteit en handelskwesties. Hij was ook betrokken bij de discussies over de afschaffing van de officiële Kamers van Koophandel en over de ontwikkeling van de Antwerpse haven. Hij bestreed krachtig de schoolwet van 1879. In 1886 werd hij lid van de Commissie van de Arbeid, die na de Waalse arbeidersopstanden, de situatie van de industriële arbeid in België onderzocht en voorstellen formuleerde om aan sociale wantoestanden een einde te maken. 
Hij was ook, van 1891-1907, namens de Kamer, lid van de commissie voor de beoordeling van de diplomatieke examens.